# Atropoides picadoi
Espèce
Synonymes
- Trimeresurus nummifer picadoi Dunn, 1939
- Bothrops picadoi (Dunn, 1939)

Statut de conservation UICN

 LC  : Préoccupation mineure
Atropoides picadoi ou vipère Picado est une espèce de serpents de la famille des Viperidae.

## Répartition
Cette espèce se rencontre au Costa Rica et à Panama.

## Description
Atropoides picadoi mesure environ 80 centimètres de long, mais les plus grands spécimens peuvent atteindre 1,2 mètre. C'est un serpent venimeux. 

## Étymologie
Son nom d'espèce lui a été donné en l'honneur de Clodomiro Picado Twight (1887-1944), scientifique costaricien connu entre autres pour ses travaux sur le venin des serpents.

## Publication originale
- Dunn, 1939 : A new pit viper from Costa Rica. Proceedings of the Biological Society of Washington, vol. 52, p. 165-166 (texte intégral).